# Ichneumon contemptus
Ichneumon contemptus là một loài tò vò trong họ Ichneumonidae.